# 松飛台站
松飛台站（日语：／ Matsuhidai eki */?）是一個位於千葉縣松戶市紙敷一丁目，屬於北總鐵道北總線的鐵路車站。站舍位於與市川市大町的邊界上。
車站編號是HS06。車站鄰近東京都立八柱靈園所在地，因此設有「八柱靈園」（八柱霊園）的副站名。

## 年表
- 1991年（平成3年）3月31日 - 開業。
- 2010年（平成22年）7月17日 - 設立車站編號（HS06）。

## 車站結構
對向式月台2面2線的高架車站。為了對應將來的10節編組化，設計時已經預留大町方向延長月台。月台層與閘機大堂層設有升降機聯絡。
車站構內存在市界，車站北側是松戶市，南側是市川市。

### 月台配置
| 月台 | 路線   | 方向 | 目的地                                                                     |
| ---- | ------ | ---- | -------------------------------------------------------------------------- |
| 1    | 北總線 | 上行 | 東松戶、高砂、押上、上野、淺草、日本橋、 西馬込、品川、 羽田機場、橫濱方向 |
| 2    | 北總線 | 下行 | 新鎌谷、千葉新城中央、印西牧原、 印旛日本醫大、 成田機場方向               |

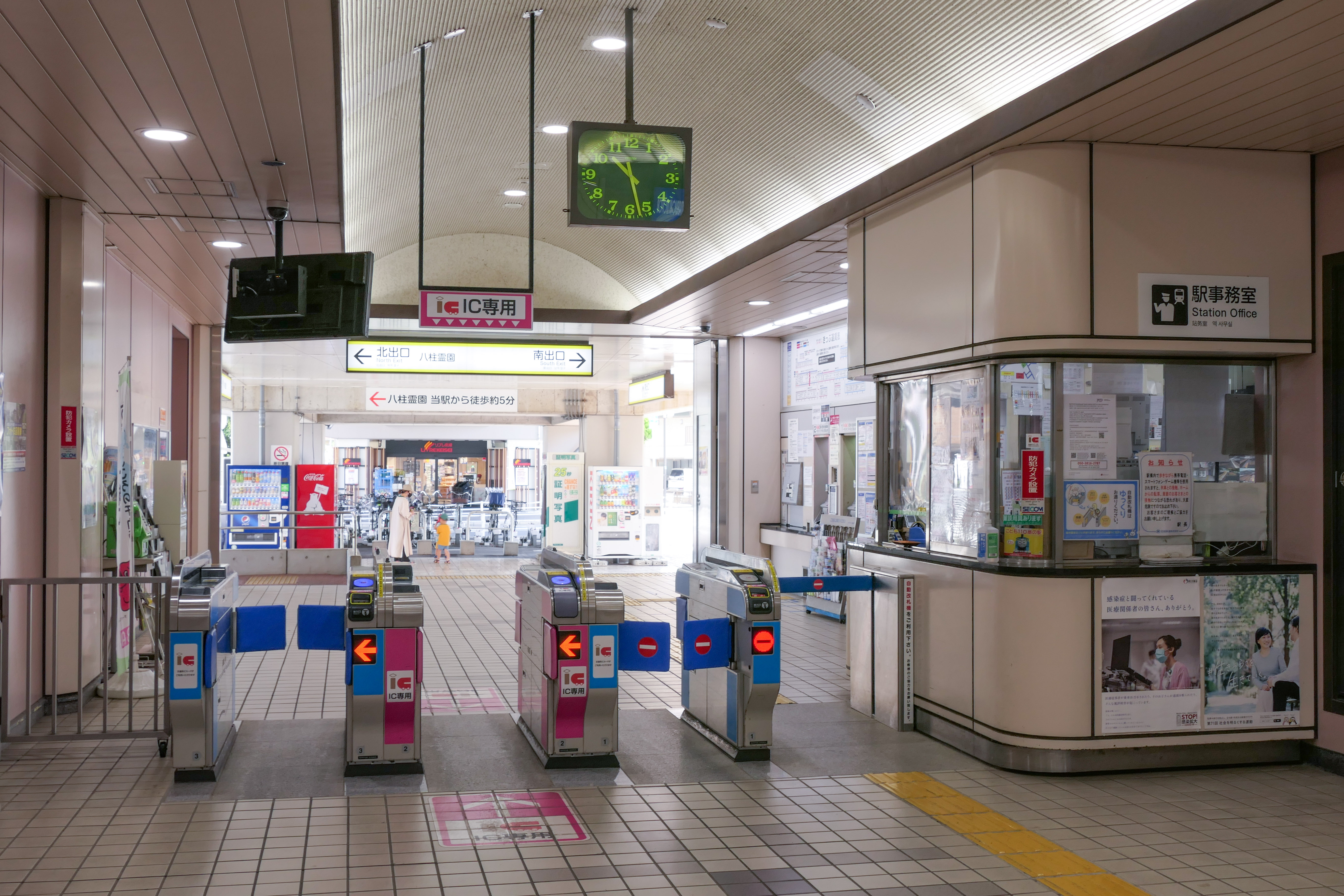
檢票口（2021年7月）
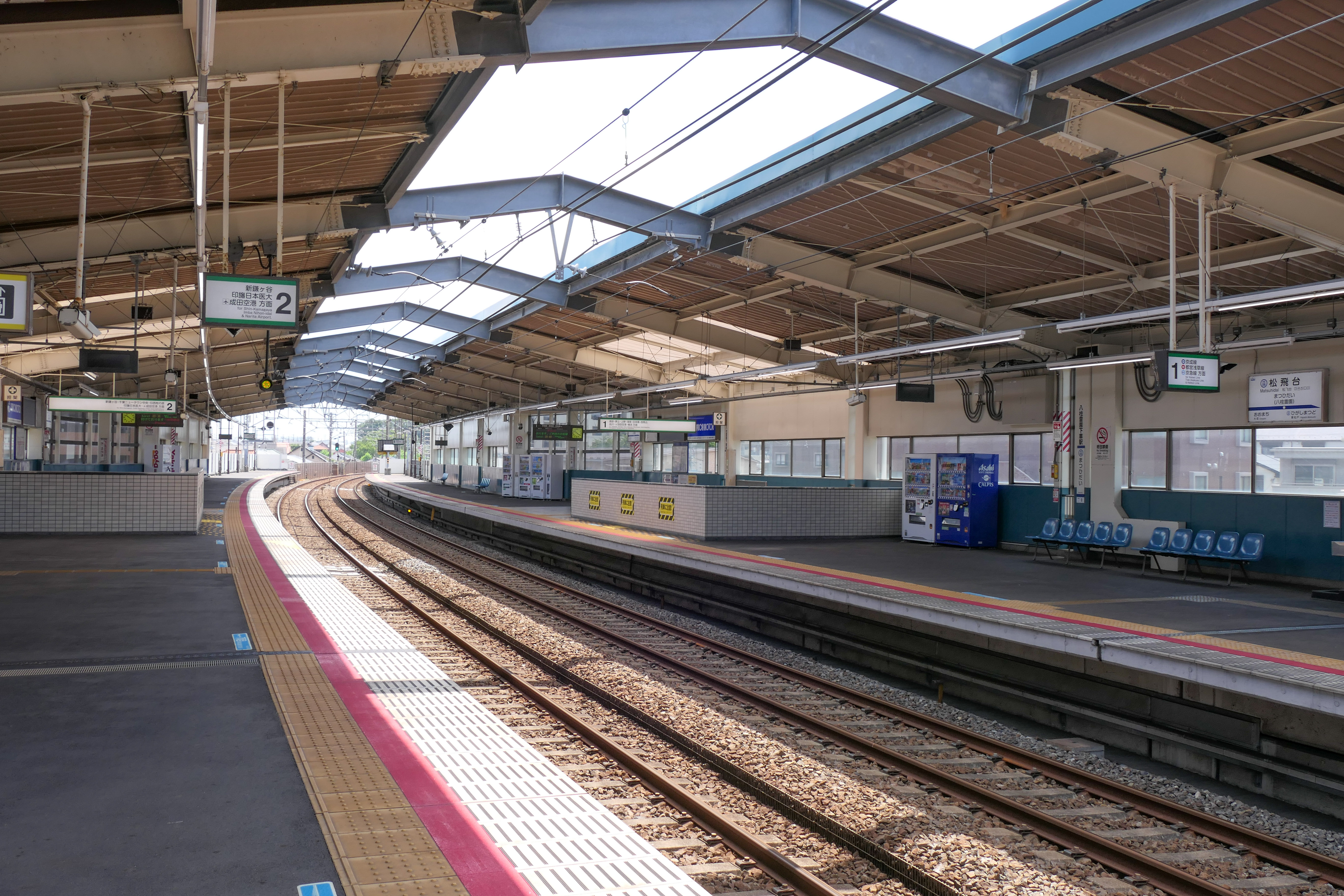
月台（2021年7月）

## 使用情況
2015年度的1日平均上下車人次為4,750人。
近年的一日平均上車人次推移如下表。
| 年度   | 一日平均 上車人次 |
| ------ | ----------------- |
| 2007年 | 2,106             |
| 2008年 | 2,140             |
| 2009年 | 2,071             |
| 2010年 | 2,032             |
| 2011年 | 2,061             |
| 2012年 | 2,166             |
| 2013年 | 2,212             |
| 2014年 | 2,263             |

## 相鄰車站
北總鐵道
 北總線
■特急、■急行
通過
■普通
東松戶（HS05）－松飛台（HS06）－大町（HS07）
※與成田Sky Access線共用路段，但此站沒有京成電鐵運行的列車停靠。

## 外部連結
- 松飛台站 （页面存档备份，存于） - 北總鐵道